# Nuno Felício
Nuno Felício (* Oktober 1974 in Lissabon, Portugal; † 17. Februar 2013 ebenda) war ein portugiesischer Journalist, Nachrichtensprecher für das Radio und Blogger.

## Leben
Felício studierte Journalismus an der geisteswissenschaftlichen Fakultät Faculdade de Letras der Universität Coimbra. Dort kam er erstmals mit dem Radiosprechen in Kontakt und war als Sprecher für das Studentenradio RUC (Rádio Universidade de Coimbra) im Einsatz. Der zwei Meter große Journalist war seitdem bei diversen Radiostationen der Rádio Publica Portugues (RPP) tätig, dem öffentlich-rechtlichen Radiowesen in Portugal, seit gut sechs Jahren bei Antena 1. Dort hatte er am 16. Februar 2013 um 18:30 Uhr Ortszeit zum letzten Mal die Nachrichten gesprochen. Er wurde zumeist im Abendprogramm des Senders eingesetzt.
Daneben war er auch als Blogger tätig. Über die Todesursache des 38-Jährigen ist bisher nichts bekannt. Eine Autopsie soll die Umstände klären.